# Охлюв на Паскал
Охлюв на Паскал е равнинна алгебрична крива от четвърти ред, която се задава с полярно уравнение {\displaystyle \rho =a\cos \varphi +l} и декартово уравнение {\displaystyle (x^{2}+y^{2}-ax)^{2}=l^{2}(x^{2}+y^{2})}.
Кривата е симетрична спрямо абсцисата. В началото на координатната система точката от кривата е особена:
- изолирана точка при {\displaystyle a<l}; и две симетрично разположени инфлексни точки.
- рогова точка от първи род при {\displaystyle a=l}: тогава охлювът на Паскал се изражда в кардиоида.
- двойна точка при {\displaystyle a>l}: кривата се самопресича и има примка, нарича се трисектриса.

Охлювът на Паскал може да се построи геометрично по следния начин: дадена е окръжност и точка Р (без значение къде спрямо окръжността). Последователно се изчертават всички окръжности с центрове точки от окръжността, такива че минават през Р. Обвивката на тази фамилия окръжности е охлювът на Паскал. Кардиоидата се получава когато Р принадлежи на началната окръжност, а трисектриса с примка – когато Р е външна за окръжността.
Площта, ограничена от охлюва на Паскал, е {\displaystyle S={\frac {\pi a^{2}}{2}}+\pi l^{2}}, а дължината на кривата се изразява с елиптичен интеграл от втори род.
Кривата е обстойно изследвана от Етиен Паскал, баща на математика и философ Блез Паскал. Преди него е разглеждана и от немския ренесансов художник Албрехт Дюрер, в неговия труд „Underweysung der Messung“ (1525). Наречена е „охлюв на Паскал“ по предложение на Жил дьо Робервал.